# Protégé
Protégé — свободный, открытый редактор онтологий и фреймворк для построения баз знаний.
Платформа Protégé поддерживает два основных способа моделирования онтологий посредством редакторов Protégé-Frames и Protégé-OWL. Онтологии, построенные в Protégé, могут быть экспортированы во множество форматов, включая RDF (RDF Schema), OWL и XML Schema.
Protégé имеет открытую, легко расширяемую архитектуру за счёт поддержки модулей расширения функциональности.
Protégé поддерживается значительным сообществом, состоящим из разработчиков и учёных, правительственных и корпоративных пользователей, использующих его для решения задач, связанных со знаниями, в таких разнообразных областях, как биомедицина, сбор знаний и корпоративное моделирование.
Protégé доступен для свободного скачивания с официального сайта вместе с плагинами и онтологиями.

## Редактор Protégé-Frames
Редактор Protégé-Frames позволяет пользователям  строить и заполнять онтологии, основанные на фреймах, в соответствии с OKBC (Open Knowledge Base Connectivity protocol — прикладной интерфейс программирования для доступа к базам знаний систем представления знаний). В этой модели онтология состоит из набора классов, организованных в категоризованную иерархию, для представления важных понятий области, набора слотов, связанных с классами для описания их свойств и отношений между ними, и набора экземпляров этих классов — отдельных экземпляров понятий, которые имеют определенные значения своих свойств.

## Редактор Protégé-OWL
Редактор Protégé-OWL позволяет пользователям  строить онтологии для семантической паутины, в частности на  OWL. OWL-онтология может включать описания классов, свойств и их экземпляров. Давая такую онтологию, формальная семантика OWL определяет как получать логические следствия, т.е. факты, которые не присутствуют непосредственно в онтологии, но могут быть выведены из существующих посредством семантики. Эти выводы могут быть основаны на одном документе или на множестве распределенных документов, которые были объединены с использованием определенных механизмов OWL.

## Различия версий
Protégé 4.3 — поддерживает OWL 2.0
Protégé 3.5 — поддерживает OWL 1.0, RDF(S) и Frames